# ルーク・ヴァーニー
ルーク・ヴァーニー（Luke Varney、1982年9月28日 - ）は、イングランド・レスター出身の元プロサッカー選手。現役時代のポジションはFW。

## 経歴
出身地にほど近いアマチュアクラブのクオーンFCでキャリアをスタート。
2003年、クルー・アレクサンドラFCに加入。2006–07シーズンはニッキー・メイナードと強力なコンビを組みゴールを量産、リーグ1で5位タイの17ゴールをマークした。チームは昇格を逃したが、自身はリーグ1の年間ベストイレブンに選ばれた。
2010-11シーズンに所属したブラックプールFCではプレミアリーグ30試合に出場したが、ほとんどの時間はチャンピオンシップ以下のカテゴリーでプレーしている。

## 所属クラブ
- クオーンFC 2000-2003
- クルー・アレクサンドラFC 2003-2007
- チャールトン・アスレティックFC 2007-2009

→ ダービー・カウンティFC 2008-2009 (loan)
- ダービー・カウンティFC 2009-2011

→ シェフィールド・ウェンズデイFC 2009 (loan)
→ シェフィールド・ウェンズデイFC 2009-2010 (loan)
→ シェフィールド・ウェンズデイFC 2010 (loan)
→ ブラックプールFC 2010-2011 (loan)
- ポーツマスFC 2011-2012
- リーズ・ユナイテッドAFC 2012-2014

→ ブラックバーン・ローヴァーズFC 2014 (loan)
- ブラックバーン・ローヴァーズFC 2014-2015

→ イプスウィッチ・タウンFC 2015 (loan)
→ イプスウィッチ・タウンFC 2015-2016 (loan)
- イプスウィッチ・タウンFC 2016-2017
- バートン・アルビオンFC 2017-2018
- チェルトナム・タウンFC 2018-2020
- バートン・アルビオンFC 2020-2021
- クオーンFC 2021

## タイトル

### 個人
- フットボールリーグ1年間ベストイレブン: 2006-07